# 7480 Norwan
7480 Norwan este o planetă minoră (asteroid) din Asteroid Amor. A fost descoperită pe 1 august 1994 la Observatorul Palomar de Carolyn S. Shoemaker. 
Obiectul prezintă o orbită caracterizată de o semiaxă mare de 1,5676931 UAi, o excentricitate de 0,316999, o înclinație de 9,45294 ° în raport cu ecliptica.